# Egeisk kultur
Egeisk kultur kallas den kultur som fanns i Grekland ungefär under perioden 2500 före Kristus till 1100 före Kristus, det vill säga under grekisk bronsålder och yngre stenålder. 